# Ulmerochorema rubiconum
Ulmerochorema rubiconum is een schietmot uit de
familie Hydrobiosidae. De soort komt voor in het Australaziatisch gebied.